# Griekenland op het Eurovisiesongfestival 1976
Griekenland nam deel aan het Eurovisiesongfestival 1976 in Den Haag, Nederland. Het was de 2de deelname van het land op het Eurovisiesongfestival. De selectie verliep via een interne selectie. ERT was verantwoordelijk voor de Griekse bijdrage voor de editie van 1976.

## Selectieprocedure
De Griekse openbare omroep koos ervoor om net als in 1974, bij hun eerste deelname, de kandidaat intern te selecteren.
Er werd uiteindelijk gekozen voor Mariza Koch, met het lied Panayia mu, panayia mu.
Mariza Koch begon haar carrière in 1971 in de musicalwereld en had ook na haar festivaldeelname nog veel succes in Griekenland

## In Den Haag
Griekenland moest als 10de optreden in Nederland, net na Noorwegen en voor Finland. Op het einde van de punten had Mariza 20 punten verzameld, wat haar op een 13de plaats bracht.
Dit was tot dan toe de laagste notering voor het land, dit zou pas verbroken worden in 1983

### Gekregen punten

#### Finale
| 12 punten | 10 punten | 8 punten    | 7 punten | 6 punten   |
| --------- | --------- | ----------- | -------- | ---------- |
|           |           | - Frankrijk |          |            |
| 5 punten  | 4 punten  | 3 punten    | 2 punten | 1 punt     |
| - Italië  | - Finland |             | - België | - Portugal |

### Punten gegeven door Griekenland

#### Finale
Punten gegeven in de finale:
| 12 punten | Verenigd Koninkrijk |
| 10 punten | Italië              |
| 8 punten  | Ierland             |
| 7 punten  | Nederland           |
| 6 punten  | Oostenrijk          |
| 5 punten  | Frankrijk           |
| 4 punten  | Portugal            |
| 3 punten  | Joegoslavië         |
| 2 punten  | Zwitserland         |
| 1 punt    | Spanje              |

1974 · 1975 · 1976 · 1977 · 1978 · 1979 · 1980 · 1981 · 1982 · 1983 · 1984 · 1985 · 1986 · 1987 · 1988 · 1989 · 1990 · 1991 · 1992 · 1993 · 1994 · 1995 · 1996 · 1997 · 1998 · 1999-2000 · 2001 · 2002 · 2003 · 2004 · 2005 · 2006 · 2007 · 2008 · 2009 · 2010 · 2011 · 2012 · 2013 · 2014 · 2015 · 2016 · 2017 · 2018 · 2019 · 2020 · 2021 · 2022 · 2023 · 2024 · 2025
België · Duitsland · Finland · Frankrijk · Griekenland · Ierland · Israël · Italië · Joegoslavië · Luxemburg · Monaco · Nederland · Noorwegen · Oostenrijk · Portugal · Spanje · Verenigd Koninkrijk · Zwitserland